# Steginoporella triangularis
Steginoporella triangularis is een mosdiertjessoort uit de familie van de Steginoporellidae. De wetenschappelijke naam van de soort is voor het eerst geldig gepubliceerd in 2006 door Amui & Kaselowsky.